# Rahu

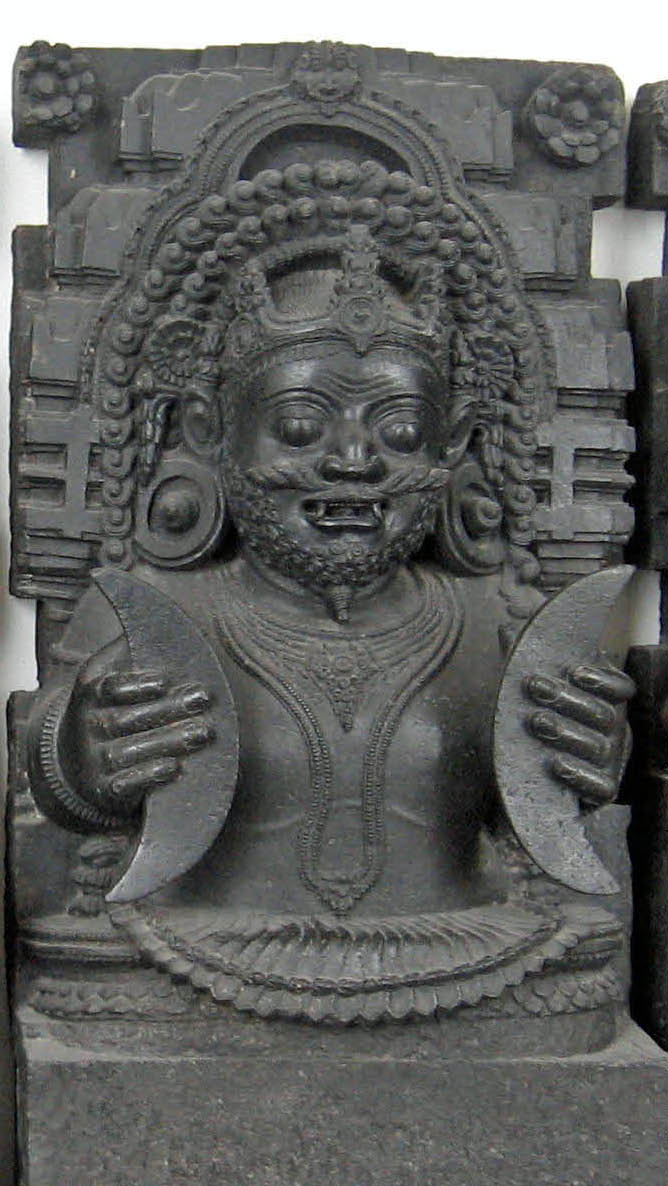
Rahu

Rahu (Sanskrit: राहु Rāhu m.) ist im Hinduismus und in der vedischen Astrologie (Jyotisha) einer der Navagrahas, der neun personifizierten Planeten. Als der aufsteigende Mondknoten verkörpert Rahu den achten Planeten. In der indischen Mythologie gehört er zu den dämonischen Daityas. Sein Himmelswagen (Ratha) wird nach dem Vishnu-Purana von acht Rappen gezogen.

## Mythos von Amrita
Rahu ist der Sohn des dämonischen Viprachitta und Enkel des großen Weisen Kashyapa. Seine Mutter ist Sinhika. In der kosmogonischen Geschichte vom Quirlen des Milchozeans im Kampf zwischen den Göttern (Suras) und den Dämonen (Asuras) mischte sich Rahu unerkannt unter die Götter und so gelang es ihm, einen Tropfen des Unsterblichkeitstrankes Amrita zu trinken. Der Sonnengott Surya und der Mondgott Chandra erkannten ihn und verrieten ihn Vishnu, der darauf mit seinem Diskus Rahu den Kopf abschlug. Da er aber bereits unsterblich geworden war, entstand aus der unteren Hälfte seines Körpers Ketu, der Planet des absteigenden Mondknotens. Rahu und Ketu erhielten als unsterbliche Wesen einen Platz am Himmel. Seither versucht Rahu sich an Sonne und Mond zu rächen, indem er sie verfolgt und zu verschlingen droht. Wenn es gelingt sie zu verschlingen, entsteht eine Sonnen- oder Mondfinsternis.
In einer ähnlichen Version, wie sie bei den Mongolen erzählt wurde, erschienen aus dem Milchozean zunächst Sonne und Mond und positionierten sich im Himmel. Daneben kam der Lebenstrank hervor, den die Asuras entwendeten. Der oberste Himmelsgott Khurmusta versammelte die Götter um sich und erklärte, dass man den Amrita von den Asuras zurückholen müsse, weil sie sonst immer mächtiger werden würden. Daraufhin nahm die Sonne die Gestalt einer schönen Jungfrau an und begab sich zu den Asuras, die gerade versammelt waren, um Amrita zu trinken. Die Jungfrau forderte die Asuras auf, zunächst ein Bad zu nehmen und nahm die Schale mit Amrita an sich, als sie verschwunden waren. Die ausgetricksten Asuras bestimmten einen von ihnen, der Rahu hieß, sich als Mond verkleidet bei den Göttern einzuschleichen, um die Schale zurückzurauben. Der tatsächliche Mond bemerkte dies, benachrichtigte den Bodhisattva Vajrapani, der Rahu mit dem Schwert in zwei Teile schlug. Rahus Kopfhälfte blieb am Leben und verfolgt seitdem Sonne und Mond.
Mit hiervon abgeleiteten Mythen erklärten auch andere zentralasiatische Völker die Sonnen- und Mondfinsternis. Bei den Burjaten verfolgte ein böses Untier namens Alkha die beiden Himmelskörper und verschlang sie gelegentlich. In so einem Fall rief der Mond um Hilfe und die Menschen waren aufgefordert, laut zu schreien und Steine nach oben zu werfen, um die Bestie zu vertreiben. Ein anderer Name des Tiers lautete Arakho; es konnte in den dunklen Mondflächen vorgestellt werden.